# لی کولیشاو
لی کولیشاو (انگلیسی: Leigh Cowlishaw؛ زادهٔ ۱۶ دسامبر ۱۹۷۰) بازیکن فوتبال اهل بریتانیا است.